# Cleptometopus niasensis
Cleptometopus niasensis là một loài bọ cánh cứng trong họ Cerambycidae.